# Dormowo

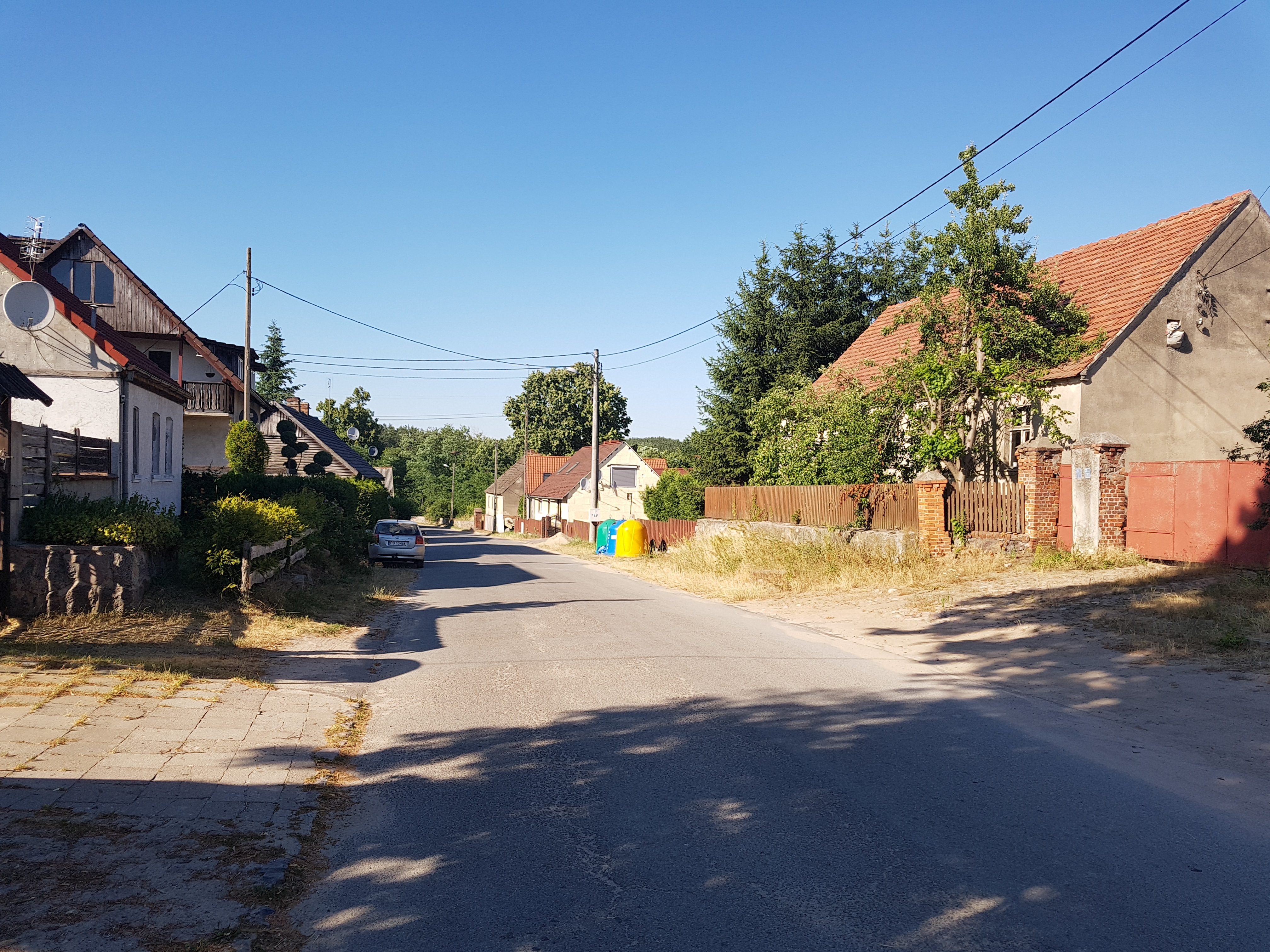
Dormowo (2019)

Dormowo [dɔrˈmɔvɔ] (auch Durmowo, 1939–1945 Dornhagen) ist ein Dorf der Stadt- und Landgemeinde Międzychód im Powiat Międzychodzki in der Woiwodschaft Großpolen in Polen.

## Geografie
Dormowo liegt etwa 8 km südlich von der Kreisstadt Międzychód, rund 46 km von Gorzów Wielkopolski und 70 km von Posen entfernt. In nächster Nähe von Dormowo befinden sich mehrere Seen, der größte, Jezioro Dormowskie (deutsch Dormower See) mit einer Fläche von ca. 27 ha, liegt etwa 1 km südlich. Dormowo selbst grenzt an den sogenannten Jezioro Dormowskie Małe (deutsch Kleiner Dormower See). Dieser See hat jedoch nur eine Fläche von 3 ha. Des Weiteren liegt Dormowo zwischen dem zweiteiligen, 122 km² großen Landschaftsschutzpark Pszczewski Park Krajobrazowy, welcher sich wenige Kilometer westlich und östlich des Dorfes erstreckt.

## Geschichte
Das Haufendorf Dormowo wurde erstmals 1469 als Durmowo erwähnt. Diese Schreibweise wurde bis etwa Ende des 18. Jahrhunderts verwendet, von da an wurde das Dorf annähernd durchweg Dormowo genannt. Es wird vermutet, dass das heutige Dorf zwischen dem 10. und 12. Jahrhundert gegründet und seitdem durchgängig besiedelt wurde. Funde des Amtsvorstehers aus den Jahren 1934 und 1936 lassen jedoch auf eine deutlich frühere Erstbesiedlung des Gebiets schließen.
Seit 1508 gehörte das Dorf Dormowo dem Bischof von Posen, bis im Jahre 1795, durch die dritte polnische Teilung, das Dorf in das Königreich Preußen eingegliedert wurde. Dort gehörte Dormowo, seit der Einrichtung im Jahre 1795 bis zum 9. Januar 1920, zum Landkreis Meseritz. Durch das Inkrafttreten des Versailler Vertrages am 10. Januar 1920 wurde der östliche Teil des Landkreises Meseritz inklusive Dormowo an Polen abgetreten, weshalb das Dorf bis 1975 im Powiat Nowotomyski lag.
Aus dem Jahre 1564 wird berichtet, dass ein Gasthaus, sowie 16 Lehen und eine Mühle in Dormowo existieren.
Dormowo besteht aus drei Wohnplätzen, aus dem eigentlichen Dorf Dormowo sowie aus der Neuen und Alten Mühle, welche zeitweise auch Ober- und Untermühle genannt wurden. Die Neue und Alte Mühle waren kleine Ortsteile, nördlich vom Hauptort Dormowo gelegen, mit nicht mehr als jeweils zehn Einwohnern, wo seit dem 16. Jahrhundert ein Mühlenbetrieb existierte. Die Neue Mühle war bis 1970, erst nur durch Wasserkraft, später auch elektrisch betrieben, in Nutzung, die Alte Mühle bis 1946. Eine erneute Inbetriebnahme der Mühle erfolgte im Jahre 1997.
Am Waldrand auf dem Weg nach Gorzyn, wurde im Jahre 1920 ein Denkmal für die gefallenen Einwohner des Dorfes Dormowo aufgestellt. Es waren 24 Gefallene des Ersten Weltkrieges und drei Gefallene des Posener Aufstandes vermerkt. Nachdem das Denkmal durch die Nationalsozialisten zerstört wurde, ist es 1948 wieder aufgebaut worden und man ergänzte es um die Namen für die gefallenen Einwohner des Zweiten Weltkriegs.
Im Jahr 1873 wurde Dormowo eine unabhängige Gemeinde mit zuständigem Standesamt im vier Kilometer entfernten Lowin. Die Kirche für die katholische Bevölkerung des Dorfes befand sich in Kähme und für die evangelische Bevölkerung in Birnbaum. Im Zweiten Weltkrieg kamen insgesamt drei Einwohner des Dorfes um, des Weiteren brannten zwei Häuser nieder, als die Rote Armee am 31. Januar 1945 einmarschierte und das Gebiet besetzte. Ab 1946 begann dann die Vertreibung der deutschen Bevölkerung und die Ansiedlung von Polen aus Weißrussland und der Ukraine. Dormowo, welches aufgrund des slawischen Ursprungs des Dorfnamens von den Nationalsozialisten in Dornhagen umbenannt worden war, erhielt wieder seinen ursprünglichen Namen.
In den Jahren von 1975 bis 1998 gehörte das Dorf administrativ zur Woiwodschaft Gorzów.

## Bevölkerung
Im Landkreis Meseritz, in welchem Dormowo, mit Unterbrechung in den Jahren 1920–1939, bis 1945 lag, waren bei der Volkszählung aus dem Jahre 1905 etwa 80 % der Einwohner ethnische Deutsche und 20 % ethnische Polen, wobei nahezu alle Deutschen evangelischer und alle Polen katholischer Konfession waren. Im Gegensatz dazu steht das Dorf Dormowo, hier bildeten im selben Jahr die Polen mit 85 % die Bevölkerungsmehrheit. Es waren sechs evangelische und 352 katholische Einwohner ortsansässig.
Die eher marginale Lage des Dorfes schlug sich trotz vorhandener Dorfschule mit Bibliothek auch auf die Analphabetenrate nieder, diese lag 1871 mit 39 % deutlich über dem Durchschnitt von 15 % im gesamten Königreich Preußen.

### Einwohnerentwicklung
Wie aus der unten stehenden Tabelle ersichtlich ist, stieg die Zahl der Einwohner bis zum Erreichen des Höhepunkts Ende des 19. Jahrhunderts stetig an. Aufgrund der Ostflucht, der andauernden Auseinandersetzungen zwischen Polen und Deutschen sowie des Ersten Weltkrieges, nach welchem Dormowo wieder zur Zweiten Polnischen Republik gehörte, nahm die Bevölkerung sodann ab, sodass schließlich im Jahre 2009 annähernd der Stand vom Anfang des 19. Jahrhunderts erreicht wurde.
Es ist zu beachten, dass in den Quellen bis 1846, die Einwohnerzahl der Neuen und Alten Mühle gesondert angegeben wurde, sodass hier die Gesamtbevölkerung von Dormowo mit allen Ortsteilen zusätzlich
in Klammern vermerkt ist.
| Jahr | Einwohner |
| ---- | --------- |
| 1821 | 113 (124) |
| 1835 | 175 (192) |
| 1846 | 187 (205) |
| 1859 | 213       |
| 1864 | 230       |
| 1881 | 289       |
| 1885 | 392       |
| 1894 | 392       |
| 1905 | 358       |
| 1910 | 389       |
| 1970 | 182       |
| 1978 | 160       |
| 1988 | 157       |
| 2003 | 140       |
| 2009 | 122       |

### Söhne und Töchter der Stadt
- Max F. Binias (1905–??), deutscher Werbeberater, Geschäftsleiter der Werba KG in Berlin und Verfasser diverser Abhandlungen im Bereich des Marketings[12]